# Alexandre Krementchousky
Alexandre Krementchousky, né le 2 avril 1905 à Odessa et mort le 31 mars 1979 à Limoges, est un médecin et résistant français, Compagnon de la Libération. D'origine russe, il étudie la médecine à Paris où il commence à exercer avant d'être mobilisé au début de la Seconde Guerre mondiale. Choisissant de se rallier à la France libre en 1940, il combat en Afrique et au Proche-Orient avant de prendre part à la libération de la France.

## Biographie

### Jeunesse et engagement
Alexandre Krementchousky naît le 2 avril 1905 à Odessa, alors dans l'Empire russe, d'un père industriel. Installé en France, il étudie la médecine et, son doctorat obtenu, se spécialise en dermatologie et en phlébologie.

### Seconde Guerre mondiale
Au début de la Seconde Guerre mondiale, Alexandre Krementchousky est mobilisé et participe à la bataille de France. Le 18 juin 1940, il prend connaissance de l'appel du général de Gaulle et décide de continuer le combat. Évadé vers l'Angleterre, il s'engage dans les forces françaises libres et est affecté comme médecin à la 1re compagnie autonome de chars de combat. Au sein de cette unité, il prend part à l'expédition de Dakar puis à la campagne du Gabon. En juin 1941, il est engagé dans la campagne de Syrie et est promu médecin-lieutenant en décembre suivant. D'août 1942 à février 1943, il participe à la guerre du désert en Libye au cours de laquelle, avec la 7e division blindée britannique, il combat lors de la seconde bataille d'El Alamein en octobre 1942. Prenant part à la campagne de Tunisie au début de l'année 1943, il s'y distingue le 6 mars en continuant à soigner les blessés au combat malgré la destruction de son ambulance.
Lors de la constitution de la 2e division blindée (2e DB) en août 1943, Alexandre Krementchousky est promu médecin-capitaine et affecté au 501e régiment de chars de combat. Il débarque sur Utah Beach le 1er août 1944 avec la division. Lors de la bataille de Normandie, il se distingue en suivant toujours au plus près les groupes d'attaque afin de prendre en charge au plus vite les soldats blessés. Suivant l'avancée de la 2e DB, il participe à la libération de Paris où il s'illustre à nouveau lors de la prise de la prison de Fresnes. Il combat ensuite lors de la campagne des Vosges.

### Après-Guerre
Une fois démobilisé, il est naturalisé français en octobre 1945 et s'installe à Limoges où il exerce comme médecin. Alexandre Krementchousky meurt le 31 mars 1979 à Limoges.

## Décorations
|  |  |  |

| Officier de la Légion d'honneur | Officier de la Légion d'honneur | Officier de la Légion d'honneur | Compagnon de la Libération Par décret du 7 juillet 1945 | Compagnon de la Libération Par décret du 7 juillet 1945 | Compagnon de la Libération Par décret du 7 juillet 1945 | Croix de guerre 1939-1945 Avec quatre palmes | Croix de guerre 1939-1945 Avec quatre palmes | Croix de guerre 1939-1945 Avec quatre palmes |

## Publications
- Alexandre Krementchousky, Contribution à l'étude des syphilides secondaires atrophiques, Faculté de médecine de Paris, 1930.